# Gebhard III z Zähringen
Gebhard III z Zähringen (ur. ok. 1050, zm. 12 listopada 1110 w Konstancji) – biskup Konstancji od 1084 r. z rodu Zähringen.

## Życiorys
Gebhard był najstarszym synem szwabskiego możnego Bertolda I (przez pewien czas księcia Karyntii) i Richwary. Rozwijał karierę w Kościele – był kanonikiem w Kolonii, potem prepozytem w Xanten, a następnie mnichem w klasztorze Hirsau – ośrodku reformy życia klasztornego w Rzeszy. W 1079 r. był jednym z kandydatów do stanowiska arcybiskupa Magdeburga, jednak bez powodzenia. W 1084 r. za wstawiennictwem legata papieskiego Ottona z Ostii (późniejszego papieża Urbana II) i dzięki naciskowi zbrojnemu swego brata Bertolda II został wybrany na biskupa Konstancji. I choć jego pozycję podważał opat pobliskiego klasztoru Sankt Gallen oraz antybiskupi mianowani przez cesarza Henryka IV Salickiego, Gebhard pozostawał ważną pozycją stronnictwa papieskiego i antycesarskiego w Szwabii i znacząco wspierał swego brata i Welfów w działaniach wymierzonych przeciwko cesarzowi. Działał także na rzecz reformy Kościoła w swojej diecezji.
Znaczenie Gebharda jeszcze bardziej wzrosło, gdy Urban II mianował go w 1089 r. legatem papieskim w Rzeszy. Podczas licznych synodów wspierał politykę papieską, a także interesy swojego brata. Jednak po zawarciu pokoju między cesarzem i południowoniemieckimi możnymi w końcu lat 90. XI w. znalazł się w izolacji. W 1203 r. Gebhard został nawet wyparty z Konstancji przez zwolenników cesarza. W imieniu Paschalisa II poparł syna Henryka IV, Henryka V w jego buncie przeciwko ojcu. Po przejęciu przezeń władzy w 1205 r. Gebhard powrócił do swojej biskupiej siedziby, wkrótce jednak popadł w konflikt z papieżem. Utracił w 1207 r. godność legata, ale pozostał na stanowisku biskupa Konstancji; odtąd zajmował się sprawami diecezji i nie odgrywał poważniejszej roli politycznej.